# Université d'État Ferris
Pour les articles homonymes, voir FSU.
L'université d'État Ferris (en anglais : Ferris State University ou FSU) est une université américaine située à Big Rapids dans le Michigan. Le club omnisports de l'université est les Bulldogs de Ferris State.

## Source
- (en) Cet article est partiellement ou en totalité issu de l’article de Wikipédia en anglais intitulé « Ferris State University » (voir la liste des auteurs).